# Dogue de Bordeaux
« dogues de Bordeaux » redirige ici. Pour le club de hockey sur glace, voir Bordeaux Gironde hockey club.
 (mai 2017).
Si vous disposez d'ouvrages ou d'articles de référence ou si vous connaissez des sites web de qualité traitant du thème abordé ici, merci de compléter l'article en donnant les références utiles à sa vérifiabilité et en les liant à la section « Notes et références ».
Le dogue de Bordeaux est un chien du type molossoïde.

## Origines
Les ancêtres du dogue de Bordeaux seraient arrivés dans le sud de la Gaule à la fin de l'Antiquité (Ve siècle), avec des peuples cavaliers nomades originaires d’Asie, lors des grandes invasions. Il s'agissait probablement d'Alains, d'origine iranienne ou des Taïfales voire des Huns, originaires d'Asie centrale, qui utilisaient des chiens de guerre durant leurs campagnes militaires. Les Alains introduisirent notamment en Espagne une race de chiens robustes, l'Alano Español.
Il aurait pris place dans le sud-ouest de la France et aurait été croisé avec de multiples races déjà présentes. Cette race de chien n’a vraiment été reconnue qu’en 1926 mais a failli totalement disparaître au XXe siècle à cause des deux guerres. Ce n'est que dans les années 70 que l'élevage de la race a été véritablement relancé grâce au travail du professeur français Raymond Triquet.
Le dogue de Bordeaux était utilisé pour garder le bétail des bouchers, pour ramener le gibier durant la période de chasse, pour les combats de chiens (et aussi contre des lions durant l'antiquité, puis contre des taureaux bien avant l'antiquité)[réf. souhaitée]  ou comme fidèle compagnon des soldats durant la guerre ou encore comme chien de garde.

## Caractéristiques

### Physique
Ce molosse brachycéphale au poil fin, court et doux de couleur fauve (dont les nuances varient de l'isabelle à l'acajou) est souvent pourvu de taches blanches peu étendues sur le poitrail et de temps en temps aux pattes. 
En période de mue, ce chien perd une grande partie de ses poils, ce qui oblige ses maîtres à le brosser avec soin.
Le mâle mesure en moyenne soixante à soixante-huit centimètres (le standard précise qu'il existe une tolérance de 1cm en moins et 2 cm en plus) et pèse au moins cinquante kilos.
La femelle, quant à elle, mesure de cinquante-huit à soixante-six centimètres (avec la même tolérance que pour les mâles) et pèse au moins quarante-cinq kilos.
Le dogue de Bordeaux est un chien très musclé qui conserve pourtant un ensemble harmonieux. Sa tête est assez volumineuse, anguleuse, large et assez courte, avec une mâchoire forte et prognathe.
Le dogue de Bordeaux est un chien qui possède les caractéristiques d'un athlète mais qui s'avère pourtant être d'une placidité naturelle.
Ainsi, les activités sportives sont généralement limitées, à plus forte raison lors de sa croissance (jusqu'à 18 mois) au cours de laquelle il est très sensible d'un point de vue articulaire. On évitera alors les montées d'escalier et les efforts intenses.

### Caractère
Le dogue de Bordeaux est réputé comme étant un excellent chien de garde et de défense, mais il est aussi de très bonne compagnie. Il s'avère être un animal doux et extrêmement attaché à ses maîtres. C’est un chien au tempérament égal et calme. Il est amical, attentif, sociable, attachant, curieux, très courageux et physiquement exigeant avec lui-même. Très attaché aux siens, il a l’habitude de toujours protéger sa famille et d’assurer une garde sans faille de la maison. C’est aussi un très bon compagnon de jeu pour les enfants. Il aboie rarement, sauf en cas de danger ou de nécessité.
Si le dogue de Bordeaux connaît beaucoup d’expériences positives dans sa jeunesse, lui permettant de développer un tempérament équilibré, son comportement avec les autres animaux de compagnie sera parfait une fois devenu adulte. Cependant, c’est un animal généralement doux et protecteur. Au premier abord, les visiteurs sont souvent considérés avec suspicion de sa part, mais une fois que son maître a signifié son approbation, ils sont agréablement accueillis.

## Santé

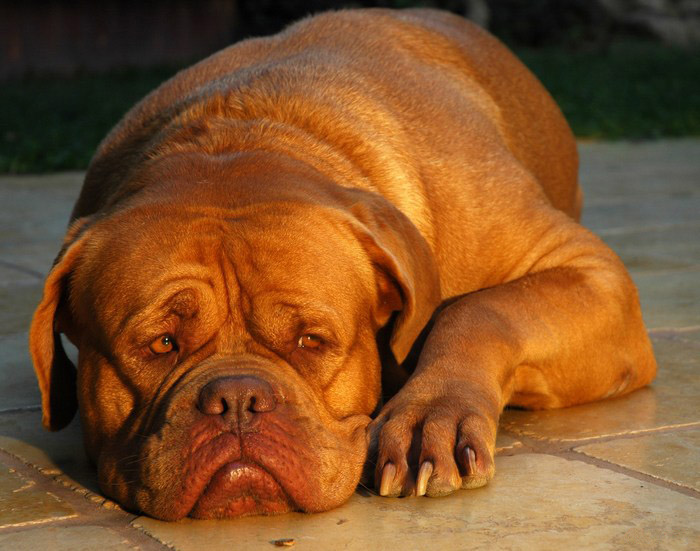
dogue de Bordeaux au repos.

Cette race de chien nécessite beaucoup d’attention de la part de ses maîtres. Toutefois son besoin de dépense physique n’est que moyen. Il ne se contentera que de deux promenades quotidiennes associées à quelques parties de jeux hebdomadaires, durant lesquelles il pourra courir et se dépenser en toute liberté.
Un dogue bien entretenu peut avoir une durée de vie allant de huit à dix ans. Pour que le chien développe des attaches étroites avec son maître, il est important de lui imposer une éducation cohérente, juste et sereine. Ainsi cherchera-t-il toujours à plaire à son maître. Avec cet animal, il ne faut pas hésiter à en rajouter pour exprimer sa satisfaction ou son mécontentement. Il lui faut un maître ayant naturellement de l’ascendant sur lui, et qui sache lui parler de façon encourageante. 
Le dogue de Bordeaux développe des liens affectifs très puissants avec ses maîtres et considère toute séparation comme une punition. Il ne convient donc pas à quelqu’un régulièrement absent de choisir cette race. Il apprécie particulièrement de passer son temps avec son maître envers lequel il fait preuve d'une affection dévouée.
Comme la plupart des grands chiens, le dogue de Bordeaux grandit très rapidement, et en période de croissance, il doit disposer de toute son énergie pour pouvoir développer une silhouette saine et normale. Les jeunes demandent d’amples rations de nourriture et il est déconseillé de trop les fatiguer.
Le dogue de Bordeaux peut souffrir de dysplasie coxo-fémorale qui est caractérisée par un défaut de développement de l'articulation de la hanche. Elle se dépiste à l'aide d'une radiographie de la hanche.
La dysplasie du coude (Elbow Dysplasia ou ED), peut s'exprimer sous plusieurs formes.
La race compte également quelques cas de maladies oculaires bénignes telles que l'entropion et l'ectropion, ainsi que des maladies cardiaques plus lourdes telle que la cardiomyopathie dilatée.
Enfin, les progrès récents en génie génétique ont produit des tests qui permettent de réaliser des campagnes de dépistage afin d'éliminer à terme certaines maladies : L'Hyperkératose Héréditaire des Coussinets, qui touchait environ 11 % du cheptel, a donné lieu à un travail conjoint entre le CNRS de Rennes et la Société des Amateurs de Dogues de Bordeaux qui a abouti après 10 années de travail, à la découverte du gène à l'origine de la pathologie, puis à la création d'un test génétique. Cette pathologie est ainsi en voie de dépistage généralisé par les éleveurs depuis l'apparition du test de dépistage début 2014.
Dans tous les cas, un chiot issu de parents judicieusement sélectionnés aura le maximum de chances de ne pas développer de telles pathologies. Les éleveurs pratiquent de façon généralisée les tests des hanches et coudes, par des radiographies qui sont ensuite lues par des vétérinaires agréés, lesquels attribuent la note. Dans cette catégorie de chiens très encadrée (molossoïdes), il est indispensable de s'adresser à un éleveur qui pourra démontrer les origines et la bonne santé de ses reproducteurs.
Aujourd’hui, le chiffre des amateurs de dogues de Bordeaux s'est accru considérablement et la race a franchi les frontières de la France, se diffusant dans la plupart des pays européens, au Japon, aux États-Unis, au Canada, en Afrique, en Amérique latine…

## Fiction
On retrouve un dogue de Bordeaux appelé Hooch dans la comédie policière Turner et Hooch de 1989 avec Tom Hanks, ainsi que dans la série policière Tequila et Bonetti (1992). Un dogue de Bordeaux est également présent dans le film Payback (1999) avec Mel Gibson. Une Dogue de Bordeaux est également présente dan un épisode parisien de la série ''Sex an the City'' auprès de Jessica Parker.

## Publicité
Le dogue de Bordeaux est largement représenté dans les publicité : pour les bonbons Mentos dans les années 1990, par la BNP pour une assurance habitation, par Bucadog, par Science Diet, par Revial Animal Health, par Warner Kinderscheenen, par Nécyrane, par Télé Z, par Euro Premium Dog Food, par ...